# Финвал
Финвалите (Balaenoptera physalus) са вид едри морски бозайници от семейство Ивичести китове (Balaenopteridae). Разпространени са във всички океани, от полярните до екваториалните области, като се срещат най-често в умерения пояс и в по-хладни води.
Финвалът е второто по големина съществуващо в наши дни животно след синия кит (Balaenoptera musculus), достигайки дължина от 27 m. Тялото му е дълго и стройно, кафяво-сиво на цвят, по-светло от долната страна. Храни се с дребни риби, калмари и ракообразни, включително с крил.
Както и останалите едри китове, финвалът е силно засегнат от масовия улов през 20 век и е застрашен вид. Предполага се, че днес са останали по-малко от 3 хиляди екземпляра.